# Рули, Генц
Генц Рули (алб. Genc Ruli; 1 апреля 1958, Дуррес) — албанский экономист и политик.
Министр экономики, торговли и энергетики (2005–2009), министр охраны окружающей среды и защиты прав потребителей в правительстве Сале Бериши (2009–2013). В 1981 году он получил степень в области экономики, а в 1982 году окончил юридический факультет Тиранского университета. После получения образования, он начал научную работу в своей альма-матер. Докторскую диссертацию в области экономических наук защитил в 1986 г. В 1994 году он стал профессором экономики.
С 1991 года он является членом Демократической партии Албании, в июне того же года он возглавил Министерство финансов в правительстве во главе с Юли Буфи. Он во второй раз стал министром финансов после победы Демократической партии на парламентских выборах 1992 года. После ухода с должности, он работал председателем парламентского комитета по вопросам финансов. Он был также президентом Института социального страхования.
Является вице-президентом Национального олимпийского комитета Албании.